# 白鞘慧海
白鞘 慧海（しらさや えみ）は、広島県呉市生まれ、愛媛県今治市育ちのゴスペルシンガーであり、牧師でもある。以前、千恵美・しらさやえみとして歌手活動を行っていた。

## 概要
愛媛県立今治西高等学校から早稲田大学文学部に進学する頃より、シンガーソングライターとしての活動を始める。
1995年に千恵美として、ビクターエンタテインメントからデビュー。同年にリリースされたアルバム『C』に収録されている『季節は過ぎても』がNHK教育テレビ『みんなのうた』でオンエアされる。
1997年、キューンソニーへ移籍し、しらさやえみとして活動。『Precious Day』がNHK教育テレビ『みんなのうた』でオンエアされる。1999年には、広島県と愛媛県を繋ぐ橋、しまなみ海道のテーマソングとして、『虹の地図』を発表。
2001年に渡米。ニューヨークでさまざまなライブハウスに出演した後、自身のレーベルを立ち上げ、セルフプロデュースアルバム『クチビルノチカラ』をリリース。また、ボイストレーナーや音楽講師としても活動を始めた。
2002年にライフハウスチャーチで受洗、クリスチャンとなり、教会スタッフや牧師として活動後、2014年に音楽活動を再開した。
現在は大阪府堺市にて牧師と結婚後、牧師夫人として、またヴォイストレーナーとしても活躍中。

## ディスコグラフィ

### シングル
| #                    | 発売日         | 曲順        | タイトル         | 作詞         | 作曲          | 編曲        | 規格品番    |
| 千恵美 名義          | 千恵美 名義    | 千恵美 名義 | 千恵美 名義      | 千恵美 名義  | 千恵美 名義   | 千恵美 名義 | 千恵美 名義 |
| ビクター             | ビクター       | ビクター    | ビクター         | ビクター     | ビクター      | ビクター    | ビクター    |
| -------------------- | -------------- | ----------- | ---------------- | ------------ | ------------- | ----------- | ----------- |
| 1                    | 1995年 6月21日 | 01          | 素顔のままで     | 柚木美祐     | Jimmy Johnson | 長岡成貢    | VIDL-40001  |
| 2                    | 1995年 7月21日 | 01          | Sweet Love       | 千恵美       | D.Falk        | 岩田雅之    | VIDL-40003  |
| 3                    | 1996年 5月22日 | 01          | 空へ!            | 千恵美       | 千恵美        | CHOKKAKU    | VIDL-10782  |
| 3                    | 1996年 5月22日 | 02          | MY DARLIN'YOU    | 千恵美       | 千恵美        | 岩田雅之    | VIDL-10782  |
| 4                    | 1997年 3月21日 | 01          | Tell Me Why      | 千恵美       | 飯田建彦      | 飯田建彦    | VIDL-10814  |
| 4                    | 1997年 3月21日 | 02          | good mornin'     | 千恵美       | 千恵美        | 藤本和孝    | VIDL-10814  |
| しらさやえみ 名義    |                |             |                  |              |               |             |             |
| キューンミュージック |                |             |                  |              |               |             |             |
| 1                    | 1997年 7月1日  | 01          | Summer Kiss      | 杉真理       | 杉真理        | 本間昭光    | KSD2-1164   |
| 1                    | 1997年 7月1日  | 02          | Precious Day     | しらさやえみ | しらさやえみ  | 樋口康雄    | KSD2-1164   |
| 2                    | 1997年 7月1日  | 01          | 君のそばに       | MACO         | 杉真理        | 服部克久    | KSD2-1172   |
| 2                    | 1997年 7月1日  | 02          | 真夜中のプライド | しらさやえみ | 小森田実      | 小森田実    | KSD2-1172   |

### アルバム
1. C（1995年10月21日／VICL-700）※千恵美 名義
2. クチビルノチカラ（2002年5月22日／ANET-701）※白鞘慧海 名義

### タイアップ曲
| 年     | 楽曲             | タイアップ                     |
| ------ | ---------------- | ------------------------------ |
| 1995年 | 素顔のままで     | NHK「経済スコープ」EDテーマ    |
| 1996年 | 空へ!            | ライオン「Ban SERECT」CMソング |
| 1997年 | Summer Kiss      | カネボウ化粧品「SALA」CMソング |
| 1997年 | Precious Day     | NHK「みんなのうた」挿入歌      |
| 1997年 | 真夜中のプライド | NHK-BS「真夜中の王国」EDテーマ |